# Circondario di Chiablese
Il circondario di Chiablese era uno dei circondari in cui era suddivisa la provincia di Annecy del Regno di Sardegna. Prendeva il nome dalla regione del Chiablese.

## Storia
In seguito all'annessione della Lombardia dal Regno Lombardo-Veneto al Regno di Sardegna (1859), fu emanato il decreto Rattazzi, che riorganizzava la struttura amministrativa del Regno, suddiviso in province, a loro volta suddivise in circondari. Il circondario di Chiablese fu creato come suddivisione della provincia di Annecy.
Il circondario di Chiablese ebbe vita breve: venne soppresso nel 1860, con la cessione della Savoia alla Francia.

## Suddivisione
Il circondario di Chiablese era diviso nei mandamenti di Thonon, Abondance, Le Biot, Evian e Douvaine.